# Marie Antoinette (Musical)
Marie Antoinette ist ein Musical von Michael Kunze (Text) und Sylvester Levay (Musik), den Autoren von Elisabeth, Mozart! und Rebecca. Das Libretto wurde in Englisch verfasst und für die asiatische Inszenierung ins Japanische übersetzt.

Die Premiere fand am 1. November 2006 im Imperial Garden Theater in Tokio, Japan, statt. Regie bei der Produktion führte Tamiya Kuriyama. Nach Aufführung in Tokio wurde das Musical in Fukuoka, Osaka, und von April bis Mai 2007 wieder in Tokio inszeniert.
Die Europapremiere des Stücks war am 30. Januar 2009 im Musical Theater Bremen. Nach der Premiere einer komplett überarbeiteten Fassung in Südkorea 2014 wurde das Stück in Ungarn und erneut in Japan gezeigt.

## Geschichte
Die Idee zu dem Musical basiert auf einem Buch des japanischen Autors Shusaku Endo. Kunze bat die japanische Theaterproduktionsgesellschaft Toho, sich um die Rechte zu kümmern, woraufhin Toho auch die Produktion des Drama-Musicals übernehmen wollte. Eine Idee des Buches war die, der unglücklichen Königin von Frankreich ein gleichaltriges Mädchen aus dem Volke gegenüberzustellen. Während der Stern von Marie Antoinette sinkt, steigt dieses Mädchen, ihr Name ist Margrid Arnaud, mit der Revolution auf. Im zweiten Teil des Musicals treffen Margrid Arnaud und Marie Antoinette aufeinander. Damit entwickelt die Geschichte eine Dramatik, die weit über die Darstellung der historischen Tatsachen hinausgeht.

## Produktionsgeschichte
Seit der Weltpremiere 2006 wurden 374 Aufführungen der ursprünglichen Fassung gespielt, davon 234 in Japan und 140 in Deutschland.
 Japan:
- Tokio: Weltpremiere: 1. November 2006, Derniere: Dezember 2006 (79 Aufführungen)
- Fukuoka: Premiere: Januar 2007, Derniere: Januar 2007 (38 Aufführungen)
- Osaka: Premiere: Februar 2007, Derniere: März 2007 (38 Aufführungen)
- Tokio: Wiederaufnahme: Premiere: April 2007, Derniere: Mai 2007 (79 Aufführungen)

 Deutschland:
- Bremen: Europapremiere: 30. Januar 2009, Derniere: 31. Mai 2009 (120 Aufführungen)
- Tecklenburg: Premiere: 23. Juni 2012, Derniere: 26. August 2012 (20 Aufführungen)

Nachdem das Stück sowohl für die erste europäische Aufführung in Bremen als auch für die Freilichtinszenierung in Tecklenburg leicht verändert wurde, kam es zu einer vollständigen Überarbeitung in Südkorea. Nachstehende Handlungsangaben und Musiknummern beschreiben daher auch weiterhin die ursprüngliche Fassung des Stücks.
Die neue Fassung wurde in mehreren Spielzeiten in Japan, Südkorea und Ungarn gezeigt.

## Handlung
Die Handlung setzt ein Jahr nach der Thronbesteigung von Marie Antoinette und ihrem Gemahl Louis XVI. ein. Rauschhaft gibt sich die Regentin ihren luxuriösen Ausschweifungen hin und zeichnet damit ihr ganz eigenes Bild. Vollkommen gegensätzlich dazu die zweite zentrale Frauenfigur des Musicals, das arme Mädchen aus dem Volk: Margrid Arnaud. Ein Kunstgriff von Michael Kunze, die beiden scheinbar so ungleichen Frauen gegenüberzustellen und ihre Leben immer wieder in Kontakt treten zu lassen. Denn auch wenn zu Anfang nur Abneigung und Hass zwischen der Königin und dem Bettlermädchen besteht, haben ihre Leben mehr gemein, als beide ahnen. Erst die Ereignisse werden zeigen, wie sich die Schicksale der beiden Frauen mit den gleichen Initialen ähneln. Und schließlich, als die Schatten der Französischen Revolution bereits dunkel über Paris fallen, ist aus der anfänglichen Feindseligkeit gegenseitiger Respekt und Verständnis geworden.

### Prolog
Cagliostro, der Zauberer und Illusionist, lässt die glorreiche Zeit wieder auferstehen, als er berühmt und bewundert war. Es war eine Zeit der Liebe und der Lügen, der Intrigen und der Gier, der hohen Ideale und der blutigen Grausamkeit, das Frankreich von Ludwig XVI. und Marie Antoinette. Er beginnt zu erzählen, wie eine kleine Ursache damals Weltumstürzendes bewirkt hat. („Illusionen“)

### Erster Akt
Das Bettlermädchen Margrid Arnaud verkauft in den Straßen von Paris Blumensträußchen an einen vornehmen Passanten. Als sie bemerkt, dass er sie um den Kaufpreis betrogen hat, läuft sie ihm nach und dringt in einen Ballsaal ein, in dem sich Frankreichs Hochadel amüsiert. Unter den Gästen ist auch Königin Marie Antoinette. Sie tanzt mit dem schwedischen Adligen Axel von Fersen. Das zerlumpte Mädchen fleht die Königin an, den Hungernden in den Straßen von Paris zu helfen. Marie Antoinette gießt dem Bettlermädchen unter dem Gelächter der Ballbesucher ein Glas Champagner über den Kopf. Dann lässt der Gastgeber, der reiche Herzog von Orléans, Margrid auf die Straße werfen. („Langweilen will ich mich nicht.“)
Vor draußen blickt Margrid zu den hell erleuchteten Fenstern des Ballsaals hoch und prophezeit, dass Gott die Reichen verfluchen wird, die zu blind seien, das Elend der Armen zu sehen („Blind vom Licht der vielen Kerzen“). Axel von Fersen kommt aus dem Saal, um sich bei Margrid zu entschuldigen. Er bietet Margrid zum Trost Geld von der Königin an, doch das Bettlermädchen lässt sich ihren Zorn nicht abkaufen.
Im Schloss von Versailles bemühen sich die königliche Schneiderin Rose Bertin und der Friseur Léonard um das Aussehen der Königin. Marie Antoinette prahlt mit ihrem Auftritt auf dem Ball des Herzogs und kauft nebenbei Juwelen und ein Schloss für ihre Freundin. Als der Finanzminister des Königs sie bittet, weniger Geld auszugeben, wird Marie Antoinette wütend. Sie verlangt von ihrem Gatten, dem König von Frankreich, den Minister augenblicklich zu entlassen. Seine Einwände lässt sie nicht gelten. Louis XVI. gibt nach.
Eines Abends wird Margrid Zeugin, wie eine Mutter zweier Kinder im Rinnstein eines Pariser Elendsviertels stirbt. Eine Nonne, die sich um die Frau kümmerte, singt ein tröstendes Kinderlied für ihre zwei Kinder, das Margrid wiedererkennt („Still, still“). Der Name der Nonne ist Agnès, Margrid war vor einiger Zeit in einer Klosterschule ihre Schülerin. Als das Gespräch auf Margrids Vater kommt, der das Lied anscheinend oft gesungen hat, behauptet diese, dass sie keinen Vater hat, da er sich schließlich nie um sie gekümmert hat.
Cagliostro sorgt dafür, dass Margrid die Bordell-Betreiberin Madame Lapin trifft. Dieser fällt die Ähnlichkeit des Bettlermädchens mit der jungen Königin auf und sie bietet ihr an, für sie zu arbeiten. Gegen den Rat von Agnès nimmt Margrid die Chance wahr, auf diese Weise zu Geld zu kommen.
Im Bordell verkehrt auch der Herzog von Orléans. Mit Margrid verbindet ihn der Hass auf das Königspaar. Zwar ist Orléans ein enger Verwandter des regierenden Königs, doch er hält diesen für unfähig. Deshalb intrigiert er gegen Versailles („Weil ich besser bin“). Er nimmt Margrid auf einen Maskenball in der Oper mit. Dort verwechselt Axel von Fersen sie einen Moment lang mit Marie Antoinette („Wenn“).
König Louis XVI. arbeitet gern in einer kleinen Schlosserei, die er sich in Versailles eingerichtet hat. Dort führt ihm Dr. Guillotin seine neueste Erfindung vor, eine moderne Hinrichtungsmaschine. Der König macht einen klugen Verbesserungsvorschlag. Als Marie Antoinette dazu kommt, prophezeit eine Vision Cagliostros, dass König und Königin beide unter der Guillotine sterben werden.
Fünf Jahre später auf dem Platz von Notre Dame. Eine Gruppe von Schauspielern singt ein Spottlied auf die Königin. Es wird angedeutet, dass sie zahlreiche Liebhaber hat und der vor kurzem geborene Kronprinz möglicherweise gar nicht der leibliche Sohn von Louis XVI. ist. Unter den Zuhörern sind auch Margrid und Agnès. Der Auftritt wird unterbrochen, als Soldaten Madame Lapin durch die Menge zerren. Ein königlicher Beamter verkündet die Verurteilung der Bordellbesitzerin. Eine grausame Auspeitschung folgt, die Madame Lapin nicht überlebt. Margrid wendet sich an die Menge auf dem Platz. In einer leidenschaftlichen Rede fordert sie die Bürger von Paris auf, sich gegen das Unrecht und die ausländische Königin aktiv zur Wehr zu setzen („Ich weine nicht mehr“). Sie ist zur Revolutionärin geworden.
An einem Sommerabend wartet Marie Antoinette im Park ihres Schlösschens Grand Trianon auf Axel von Fersen („Die Frau die er liebt“). Er kommt, doch nur, um Abschied zu nehmen. Im Amerikanischen Unabhängigkeitskrieg will er für die Freiheit kämpfen. Vergebens versucht die Königin ihn festzuhalten („Gefühl und Verstand“). Er versichert sie seiner Liebe und rät ihr, sich mehr um die Leiden ihrer Untertanen zu kümmern. Als er von Margrids Rede auf dem Platz vor Notre Dame berichtet, wird Marie Antoinette zornig. Sie trennen sich im Streit.
Der Herzog von Orléans beauftragt Cagliostro, das tödliche Gift der Verleumdung zu brauen, um das Königspaar zu stürzen. Cagliostro tut dies, indem er die berühmte Halsbandaffäre initiiert: Alles soll so aussehen, als hätte die verschwenderische Marie Antoinette den einfältigen Kardinal de Rohan als Strohmann benutzt, um die teuersten Juwelen der Welt zu kaufen. In Wahrheit wird Rohan das Opfer einer geschickten Gaunerei. Margrid spielt in diesem Komplott die Doppelgängerin der Königin.
Am Himmelfahrtstag des Jahres 1785 findet im Schloss Versailles der traditionelle Empfang von Adel und Bürgertum statt. Bei dieser Gelegenheit mahnt der Juwelier Boehmer die Bezahlung des Halsbandes an, das er der Königin verkauft zu haben glaubt. Dies führt zur Entdeckung der Halsbandaffäre. Kardinal de Rohan erkennt seine Irreführung. Obwohl er seine Unschuld beteuert, wird er auf Drängen der zornigen Marie Antoinette verhaftet. Margrid wird ebenfalls festgenommen. Doch davor gelingt es ihr noch, der Königin das blutige Tuch der Madame Lapin vor die Füße zu werfen und sie des Mordes zu beschuldigen.

### Zweiter Akt
Vor dem Justizpalast in Paris erwartet eine Menschenmenge die Urteile im Halsbandprozess. Als Kardinal de Rohan aus dem Gebäude kommt und verkündet, dass er freigesprochen wurde, empfinden das alle als öffentliche Verurteilung der Königin. Die Menge verflucht Marie Antoinette. Margrid, die ebenfalls freigesprochen wird, heizt den Zorn der Menge noch weiter an. Agnès mahnt ihre ehemalige Schülerin zur Mäßigung. Sie hält Hass und Lüge für verkehrte Mittel, die Welt zu ändern („Gott sieht uns zu“).
Von einem Balkon des Schlosses beobachten Marie Antoinette und Louis XVI. den festlichen Einzug der Generalstände. Die Königin hält die Einberufung der Versammlung für einen Fehler; der König versucht, zu erklären, dass ihm wegen der zerrütteten Staatsfinanzen keine andere Wahl blieb. Ihr Streit wird belanglos, als sie die Nachricht vom Tod ihres ältesten Sohns erreicht. Beide sind untröstlich. Die Abgesandten der Stände, Herzog von Orléans und Robespierre, verlangen gleichwohl das Erscheinen des Königs vor den Delegierten.
Während sich die Versammlung in Versailles radikalisiert, wächst in Paris die Bereitschaft zum Aufruhr. Nach dem Sturm auf die Bastille wendet sich Margrid Arnaud, inzwischen eine der Führerinnen der beginnenden Revolution, an die Wäscherinnen am Ufer der Seine („Frauen von Paris“). Sie fordert sie auf, nach Versailles zu ziehen, um als Mütter Brot für ihre Kinder zu verlangen. Doch die Frauen sind nicht bereit, die Arbeit liegen zu lassen. Erst als der Herzog von Orléans ihnen Geld bietet, machen sie mit. Auch Männer ziehen sich rasch Frauenkleidung an, um dabei zu sein. Margrid ist empört über den Zynismus des Herzogs, erklärt sich aber trotzdem bereit, den Zug der Frauen anzuführen.
In Versailles schreibt Marie Antoinette einen Brief an Axel von Fersen, der nach seiner Rückkehr aus Amerika einen Regimentsposten in der französischen Provinz erhalten hat („Das Einzige, was richtig ist“). Aufgeregt stürzt der König herein. Wütende Frauen sind dabei, den Palast zu stürmen. Marie Antoinette will mit den Kindern fliehen, bleibt aber dann beim König, der Flucht ablehnt. Schon bricht die Tür aus den Angeln und der Mob strömt in die königlichen Gemächer. Nur Margrid verhindert, dass das Königspaar und die Kinder angegriffen werden. Die radikalste der „Frauen“ entpuppt sich als der Herzog von Orléans. Er verkündet, dass er die königliche Familie im Namen des Volkes nach Paris bringen wird.
Die königliche Schneiderin Rose Bertin besitzt inzwischen ein eigenes Modegeschäft in Paris. Dort zeigt sich anhand der wechselnden Mode, wie rasch die Revolution fortschreitet. Orléans empfiehlt ihr, auch Guillotinen zu verkaufen, denn dieser „Pariser Schnitt“ sei ab sofort der größte Renner.
Im Gewölbe eines Dominikanerklosters treffen sich die Jakobiner. Sie möchten den König als Hochverräter beseitigen, aber es fehlt ihnen ein Beweis oder wenigstens ein brauchbarer Vorwand. Orléans, der sich inzwischen „Bürger Philippe Égalité“ nennt, schlägt vor, Margrid als Spionin auf Marie Antoinette anzusetzen.
Margrid wird Zofe der Königin. Die königliche Familie lebt seit der gewaltsamen Wegführung aus Versailles im Pariser Tuileries-Palast in einer Art Hausarrest. Dort erhält sie Besuch von Axel von Fersen. Er überredet Marie Antoinette zur Flucht. Alles ist gut geplant, doch die Ausführung scheitert. Wenige Kilometer vor der rettenden Grenze wird die Kutsche der Fliehenden gestoppt. König und Königin kehren nach Paris zurück.
Monate später sperrt man die beiden samt den Kindern in den Pariser „Temple“. Louis XVI. fühlt sich schuldig. Er weiß, dass ihm jedes politische Talent fehlt, und er glaubt, nur sein Ungeschick habe zum Fall des Königtums geführt („Warum muss ich sein, was ich nicht bin?“). Margrid dient der Königin auch im Gefängnis noch als Zofe. In einem Moment der Annäherung vertraut Marie Antoinette ihr einen Brief für Axel von Fersen an. Es sei ein Liebesbrief, erklärt sie. Margrid nimmt das Schreiben an sich, bevor Robespierre auftritt und verkündet, dass Frankreich zur Republik erklärt wurde.
Vor dem Gefängnis tritt Agnès einer Rotte betrunkener Aufrührer entgegen, die den Kopf der ermordeten Fürstin von Lamballe auf einer langen Stange herumtragen. In letzter Minute kann Margrid verhindern, dass die Nonne erschlagen wird. Als sich der Mob entfernt, tritt Axel von Fersen aus dem Schatten. Er verlangt den Brief Marie Antoinettes. Um sicherzugehen, dass der Brief keinen politischen Inhalt hat, lässt Margrid ihn von Agnès lesen. Es stellt sich heraus, dass es sich keineswegs um einen Liebesbrief handelt. Vielmehr fordert die Königin darin die Invasion Frankreichs durch Europas Monarchien. Dies ist der gesuchte Beweis für Hochverrat. Umsonst fleht Axel von Fersen um die Übergabe.
Monate später wird Louis XVI. nach kurzem Prozess öffentlich enthauptet. Marie Antoinette ist über Nacht weißhaarig geworden. Sie verdächtigt ihre „Zofe“, den verräterischen Brief an die Revolutionsbehörden gegeben und damit die Hinrichtung des Königs bewirkt zu haben. Doch Margrid erklärt, den Brief noch zu besitzen. Sie hat Axel von Fersen in das Gefängnis geschleust und ermöglicht ein ungestörtes Treffen der beiden.
Der Geliebte schlägt einen neuen Fluchtplan vor. Doch Marie Antoinette weigert sich, die Kinder zurückzulassen. Kaum ist Fersen fort, erscheint eine Delegation des revolutionären Konvents in der Zelle. Mehrere Männer reißen Marie Antoinette gewaltsam ihren kleinen Sohn aus den Armen. Er soll dem „verhängnisvollen“ Einfluss der Mutter entzogen und der Obhut eines Proletariers anvertraut werden. Weder das Flehen der Mutter noch die Schreie des Kindes rühren die Jakobiner. Margrid wird Zeuge der Szene. Auf einmal empfindet sie tiefes Mitleid für die bisher verachtete Frau. Im großen Saal des Pariser Justizpalastes kommt es schließlich zum Prozess gegen Marie Antoinette. Der Staatsanwalt zitiert Margrid in den Zeugenstand. Sie soll den Beweis vorlegen, den sie bei sich trägt. Doch sie leugnet ab, je einen hochverräterischen Brief erhalten oder gesehen zu haben.
Doch das Urteil ist ohnehin schon gefällt. Der blutdurstige Mob will den Kopf der verhassten Königin. Margrid begreift, dass das mit den Idealen, für die sie gekämpft hat, nichts mehr zu tun hat.
Am Tag der Hinrichtung steht sie auf dem Weg zur Guillotine. Agnès mahnt zur Vorsicht. Durch ihre mangelnde Kooperation im Gerichtsverfahren ist Margrid den Jakobinern verdächtig geworden. Das geringste Zeichen von Sympathie für die Königin kann jetzt zu ihrer Verhaftung führen.
Marie Antoinette steigt aus dem Schinderkarren. Ein grober Scherge stößt sie und sie fällt zu Boden. Da tritt Margrid aus der Menge und hilft Marie Antoinette auf. Zwei Frauen sehen einander an und jede erkennt im anderen den Menschen.
Axel von Fersen erfährt in einem schwedischen Kloster von der Exekution Marie Antoinettes. Während die Massen in Paris ihre Freiheit feiern, tröstet er sich mit dem Gedanken an ein Wiedersehen in einer anderen Welt. Margrid fühlt sich auf andere Weise bereit. Sie hat zu verzeihen gelernt („Jenseits aller Schmerzen“).

## Lieder
| Act I - Prologue (The Great Cagliostro) - All we feel is Hunger - Why she, why not I? - Look at her - Why don’t they eat the Cake? - Blinded by a thousand Candles - Turn, Turn - A perfect Queen - I’m sorry - Gold out of Nothing at all - The Voice in my Heart - You’ve got to give them what they want - If - Doctor Guillotin’s Machine - Parce Qu’elle est Autrichienne - The Voice in my Heart (Reprise) - God cares for All - All I do - Lovers’ bickering - I am the Best - Seven weird Ingredients - Some Day to remember | Act II - The Bells of Justice - France on Parade - Turn, turn (Reprise) - Woman of Paris! - Money’s talking - The only thing I ever did right - Something’s wrong - The Paris cut - Reign of Terror - The Flight to Varennes - Why can’t I just be a Smith - Turn, turn (Reprise III) - Onward, Brothers! - Thank God, we’re all mad - All I do (Reprise) - Taking the Boy - Off with her Head! - Her Time is up - Blood must flow for Liberty! - Freedom! |

## Besetzungen

### Deutschsprachige Produktionen
|                                   | Premierenbesetzung Bremen (2009) | Premierenbesetzung Tecklenburg (2012) |
| --------------------------------- | -------------------------------- | ------------------------------------- |
| Marie Antoinette                  | Roberta Valentini                | Anna Thorén                           |
| Margrid Arnaud                    | Sabrina Weckerlin                | Sabrina Weckerlin                     |
| Giuseppe Balsamo alias Cagliostro | Ethan Freeman                    | Yngve Gasoy-Romdal                    |
| Graf Axel von Fersen              | Patrick Stanke                   | Patrick Stanke                        |
| Louis XVI.                        | Tim Reichwein                    | Frank Winkels                         |
| Herzog von Orléans                | Thomas Christ                    | Marc Clear                            |
| Agnès Duchamps                    | Maike Switzer                    | Wietske van Tongeren                  |

### Japanische Produktion (2006–2007)
- Marie Antoinette – Mayo Suzukaze
- Margrid Arnaud – Seiko Niizuma/Rena Satamoto
- Giuseppe Balsamo alias Cagliostro – Yūichirō Yamaguchi
- Axel von Fersen – Yoshio Inoue
- Louis XVI. – Zen Ishikawa
- Herzog von Orléans – Masahiro Takashima/Soma Suzuki (2007)
- Agnès Duchamps – Yuko Doi
- Pierre A. Caron de Beaumarchais – Kazuhiro Yamaji
- Madame Lamballe – Atsuko Kawai
- Rose Bertin – Hitomi Harukaze
- Léonard – Akira Hayashi
- Dr. Joseph Ignace Guillotin – Haruki Sayama
- Madame Juliette Lapin – Takako Kitamura
- Kardinal de Rohan-Guéméné – Akira Hayashi
- Maximilien de Robespierre – Kiichi Fukui
- Jaques René Hébert – Yuji Hirota
- La Felte – tekkan
- Marie Therérèse – Tomoyo Kurosawa/Aiko Takahashi (2006)/Yuki Okumura (2007)/Kyoko Hisatomi (2007)/Yuri Moriyama (2007)

Ensemble Herren:
Seiji Abe, Shinichi Ikeda, Kazuhiko Okara (2007), KENTARO, Noriyuki Konishi, Hiroku Saito, Hojine Shimada, Sugiyama Udai, Naoto Sanagawa, Koumi Takeuchi, Hirotaka Terui, Noboru Nakayama, Shigeo Matsuzawa, Kenji Yokosawa
Ensemble Damen:
Atsuko Iezuka, Kanako Ishida, Maki Chokori, Asami Kabashima, Shio, Kuri Suzuki, Miho Takashima, Hitomi Tori, Noriko Nakagawa, Yuriko Nakamura, Belle, Yuki Mitzutani, Akiko Yamaguchi

## Audio und Video Aufnahmen
- 2007 Castalbum zur Welturaufführung in Tokio
- 2009 Castalbum der Deutschsprachigen Erstaufführung in Bremen
- 2018 DVDs zur neuen Fassung in zwei verschiedenen Besetzungen der japanischen Produktion[8]